# تردستی (فیلم ۲۰۱۰)
«تردست» (فرانسوی: L'Illusionniste‎) فیلمی در ژانر درام و کمدی-درام به کارگردانی سیلوین شومه است که در سال ۲۰۱۰ منتشر شد.